# Contea di Ceheng
La contea di Ceheng (册亨县S, Cèhēng XiànP) è una contea della Cina, situata nella provincia del Guizhou e amministrata dalla prefettura autonoma buyei e miao di Qianxinan.